# Wells Fargo Plaza
Wells Fargo Plaza (dříve Allied Bank Plaza a First Interstate Bank Plaza) je mrakodrap v centru města Houston ve státě Texas (USA). Se 71 patry a s výškou 302 m je druhý nejvyšší ve městě (po budově JPMorgan Chase Tower) a 13. nejvyšší ve Spojených státech.
Budova byla navržena firmou Skidmore, Owings & Merrill. Stavba probíhala od roku 1979 až do roku 1983. Původně se jmenovala Allied Bank Plaza, od roku 1988 byla přejmenována na First Interstate Bank Plaza a dnes se jmenuje Wells Fargo Plaza. V roce 1983 poškodil hurikán Alicia opláštění budovy a bylo rozbito spoustu skleněných tabulí.